# Rumores (canción)
«Rumores» es una canción del cantautor mexicano Joan Sebastian, en colaboración con la cantante mexicana Prisma (Lisa López) lanzada como el primer sencillo y tema principal del álbum de estudio número 14 de Sebastián del mismo nombre. Escrita y producida por Sebastián, a menudo se considera una de sus canciones emblemáticas. 
La canción debutó en el puesto 42 en la lista Billboard Hot Latin Songs y alcanzó el puesto número  después de pasar solo 1 semana después, convirtiéndose en la tercera entrada de Sebastián entre los diez primeros en la lista.

## Gráficos
| Lista (2000)               | Mejor posición |
| -------------------------- | -------------- |
| México (Notitas Musicales) | 5              |